# Falla (Finspång)
Pour les articles homonymes, voir Falla.
Falla est une localité de Suède dans la commune de Finspång située dans le comté d'Östergötland.
Sa population était de 459 habitants en 2019.